# Ben Reifel

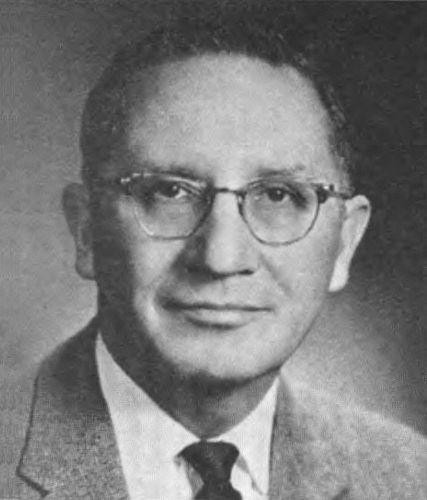
Ben Reifel (1965)

Benjamin „Ben“ Reifel (* 19. September 1906 bei Parmelee, Todd County, South Dakota; † 2. Januar 1990 in Sioux Falls, South Dakota) war ein US-amerikanischer Politiker. Zwischen 1961 und 1971 vertrat er den ersten Wahlbezirk des Bundesstaates South Dakota im US-Repräsentantenhaus.

## Frühe Jahre
Ben Reifel wurde als Sohn eines deutsch-amerikanischen Vaters und einer Indianerin vom Stamm der Sioux in der  Rosebud-Reservation nahe dem Ort Parmelee geboren. Er besuchte die öffentlichen Schulen im Todd County und dann bis 1932 das South Dakota State College, wo er Landwirtschaft studierte. Danach arbeitete er für die Bundesregierung im Amt für Indianerbeziehungen (Office of Indian Affairs BIA). Er startete seine Karriere in der nahe gelegenen  Pine Ridge Reservation für die  Pine Ridge Agentur. Anschließend war er Field-Agent im lokalen Hauptquartier des BIA  in  Pierre, der Hauptstadt von South Dakota. Zu dieser Zeit gab es einen großen Richtungswechsel in der Politik der Vereinigten Staaten gegenüber den Ureinwohnern. War die Zeit vor der Präsidentschaft von Franklin D. Roosevelt geprägt von der Zerschlagung der Indianer-Reservate, so führte der  Indian Reorganization Act 1934 zu einer Änderung dieser Politik. Die Reservate bekamen mehr Selbstverantwortung und Selbstbestimmung, die Verkleinerung der Reservate wurde gestoppt, und traditionelle Ältesten Räte sollten durch gewählte Stammes-Regierungen ersetzt werden. Ben Reifel Aufgabe war es, diese neuen Konzepte in den Reservaten vorzustellen und mit den Stämmen eine Verfassung für die jeweiligen Reservationen zu entwerfen. Dabei war er sehr erfolgreich und konnte viele Stämme von der neuen Regierungsform überzeugen.
Während des Zweiten Weltkriegs diente er als Oberstleutnant in der US Army. Nach dem Krieg arbeitete er wieder für die Indianerbehörde, und zwar in der  Fort Berthold Agentur in North Dakota. Dort brachte er zum Superintendent, also Leiter des Stützpunkts.  Zwischenzeitlich studierte er bis 1952 an der Harvard University das Verwaltungswesen. Er beendete seine Karriere beim BIA als Superintendent von Pine Ridge, in der Nähe seiner Heimat.

## Politische Laufbahn
Reifel wurde Mitglied der Republikanischen Partei. 1960 wurde er als Nachfolger von George McGovern in das US-Repräsentantenhaus gewählt. Er war der erste Sioux-Indianer im US-Kongress. Dort absolvierte er zwischen dem 3. Januar 1961 und dem 3. Januar 1971 fünf Legislaturperioden. Während dieser Zeit war er der einzige Ureinwohner im Kongress. Zeitweise war er Mitglied im Landwirtschaftsausschuss und im Haushaltsausschuss. Im Jahr 1970 stellte er sich nicht mehr zur Wiederwahl.
Nach dem Ende seiner Zeit im Kongress zog sich Reifel in den Ruhestand zurück. Er starb im Januar 1990. Ben Reifel war zweimal verheiratet und hatte aus erster Ehe eine Tochter.